# Soeiro Pires da Maia
Soeiro Pires da Maia (1180 -?) foi um nobre e cavaleiro medieval do Reino de Portugal, nascido no ano em que se deu a invasão do território de Portugal pelo califa almóada Abu Iacube Iúçufe I (r. 1163–1184). 

## Relações familiares
Foi filho de Pedro Pais da Maia "Alferes" (c. de 1147 - 1186), militar e alferes-mor do Reino de Portugal entre 1147 e 1169, na vigência do reinado de D. Afonso I de Portugal e de Elvira Viegas (1147 - c. 1217), filha de D. Egas Moniz (1080 - 1146), um rico-homem portucalense, da linhagem dos Riba Douro uma das cinco grandes famílias do Entre-Douro-e-Minho condal do século XII, a quem Henrique de Borgonha, conde de Portucale confiou a educação do filho, Afonso Henriques, e de Teresa Afonso (1100 -?), e pai de 
1. Martim Soares da Maia casado com N. Fernandes de Almeida;
2. Martim Soares de Bagoim (c. 1230 -?) casado com Maria Rodrigues de Baguim;
3. João Soares da Maia de Gaia casado com Maria Soares;
4. Fernão Soares da Maia, que foi clérigo;
5. Elvira Soares da Maia (c. 1230 -?) casada com Martim Penda;
6. Maria Soares da Maia (c. 1230 -?) casada com Soeiro Pires Pacheco.